# 愛知県立内海高等学校
愛知県立内海高等学校（あいちけんりつうつみこうとうがっこう）は、愛知県知多郡南知多町にある、県立の高等学校である。愛知県知多郡南知多町大字内海字奥鈴ヶ谷1-1に位置している。

## 概要
前身は1939年（昭和14年）開校の内海町立内海高等裁縫女学校であり、1944年（昭和19年）に内海町立内海女子実業学校に改称。その後、1949年（昭和24年）に愛知県立半田高等学校内海分校となったのち、1957年（昭和32年）に愛知県立内海高等学校として独立した。1961年（昭和36年）に市町村合併により内海町は南知多町となる。1980年（昭和55年）から三河湾に浮かぶ日間賀島と篠島に分校が存在したが、2001年（平成13年）には日間賀島分校が、2004年（平成16年）には篠島分校が閉校した。
複合選抜の分類では、尾張1・2群Aグループになっている。

## 校訓
- 校訓「誠実・努力」
  - 『何事にも誠実に取り組み、努力する人を育てる。』を基本方針としている[2]。

## 設置学科
- 全日制課程：普通科

## 沿革
学校ホームページの沿革から引用。
- 1939年（昭和14年）
  - 3月30日：内海町立内海高等裁縫女学校が開校。
- 1942年（昭和17年）
  - 3月12日：専攻科を設置。
- 1944年（昭和19年）
  - 3月31日：内海町立内海女子実業学校に改称。
- 1948年（昭和23年）
  - 4月1日：内海町立愛知県内海高等学校に改称。定時制課程のみ。
- 1949年（昭和24年）
  - 4月1日：愛知県立半田高等学校内海分校に改称。定時制課程のみ。
- 1950年（昭和25年）
  - 4月1日：定時制課程を通常課程に変更。
- 1951年（昭和26年）
  - 4月1日：通常課程に加えて夜間の定時制課程を併設。
- 1957年（昭和32年）
  - 4月1日：愛知県立内海高等学校に改称。それにより半田高等学校より独立。全日制課程は通常課程と家庭課程を設置。定時制課程は通常課程を設置。
- 1959年（昭和34年）
  - 4月1日：通常課程の1つである家庭課程の生徒募集を停止。通常課程の普通課程の生徒を2学級募集。
- 1960年（昭和35年）
  - 4月1日：通常課程の普通課程の生徒を1学級増加し追加募集。
- 1962年（昭和37年）
  - 4月1日：通常課程の普通課程の生徒を1学級増加し追加募集。定時制課程の1学年の生徒募集を停止。
- 1963年（昭和38年）
  - 4月1日：全日制課程の普通課程の生徒を1学級増加し追加募集。
- 1964年（昭和39年）
  - 4月1日：前年と同じく全日制課程の普通課程の生徒を1学級増加し追加募集。
- 1965年（昭和40年）
  - 3月31日：定時制課程を廃止。
  - 4月1日：全日制課程の普通課程の生徒を1学級増加し追加募集。
- 1974年（昭和49年）
  - 4月1日：普通課程の生徒を1学級増加し追加募集。これにより、6学級募集となる。
  - 5月24日：大字内海字柴井から大字内海字奥鈴ヶ谷に移転。
- 1979年（昭和54年）
  - 9月24日：創立40周年記念式典を挙行。
- 1980年（昭和55年）
  - 4月1日：篠島分校と日間賀島分校が開校。
  - 4月1日：第1学年より新制服を制定。
  - 4月3日：篠島分校と日間賀島分校の開校式典を挙行。
- 1989年（平成元年）
  - 11月4日：創立50周年記念式典を挙行。
- 1990年（平成2年）
  - 4月1日：第1学年の普通課程の生徒の募集を1学級減少。
- 1993年（平成5年）
  - 4月1日：上記に同じく第1学年の普通課程の生徒の募集を1学級減少。
- 1995年（平成7年）
  - 4月1日：上記に同じく第1学年の普通課程の生徒の募集を1学級減少。
- 1999年（平成11年）
  - 11月13日：創立60周年記念式典を挙行。
- 2001年（平成13年）
  - 3月31日：日間賀島分校が閉校。
- 2003年（平成15年）
  - 4月1日：第1学年より、新制服を制定。
- 2004年（平成16年）
  - 3月31日：篠島分校が閉校。
- 2009年（平成21年）
  - 11月14日：創立70周年記念式典を挙行。
- 2019年（令和元年）
  - 11月9日：創立80周年記念式典を挙行。
- 2021年（令和3年）
  - 4月1日：第1学年より、新制服を制定。

## 制服

### 男子・女子
男子と女子の両方ともが共通のブレザー型制服である。濃い灰色を基調としたブレザーが在り、他にはベストやセーターが、濃紺色と白色と桃色の斜線が入ったネクタイとリボンがある。スカートには、ネクタイなどと同じ色でチェック柄が施されている。
新しい制服ではスラックスとキュロットスカート、ネクタイとリボン、ベストとセーターなど組み合わせを自由に選ぶことが出来る。季節や好みに合わせて様々な組み合わせで着ることができるというのが大きな特徴である。

### 制服の変更
旧制服に於いて男子の冬服は標準詰襟学生服で、夏服は指定の長袖シャツもしくは開襟シャツであった。女子の冬服は、濃紺色のジャケット型で、夏服は水色のジャケット型であった。
知多半島の他の高校でも制服の変更がなされており、この高校でも2021年（令和3年）度から制服をブレザータイプに変更し、ジェンダーレスに対応している。

## 校風

### 基本方針
既述したように、『何事にも誠実に取り組み、努力する人を育てる。』という基本方針のもとで、「安全安心で生徒職員ともに元気な学校、『SDGs』の理念を踏まえて生徒の長所を引き出し、地域社会に貢献する学校」を目指している。
この校訓のもと以下の3つの重点目標が定められている。
1. 基本的生活習慣を確立させるとともに、規範意識の醸成を図る。
2. 円滑な人間関係を築き、素直な心と感謝の気持ちを育む。
3. 基礎基本を大切にし、主体的・対話的で深い学びの実現に向けた授業改善に取組む。

更に、この学校で育成を目指す生徒の資質や能力に関する方針として以下の4点が定められている。
1. 基本的生活習慣を確立させるとともに、規範意識の醸成を図り、社会に貢献できる生徒。
2. 円滑な人間関係を築き、素直な心と感謝の気持ちにあふれる生徒。
3. 多様な価値観を尊重し、他者と協働して課題を解決しようとする生徒。
4. 自己有用感や自己肯定感を持ち、自己の「強み」を引き出し、伸ばしていく生徒。

### 生活・生徒指導
生徒への指導には一般的な基準があり、特にあいさつ、制服などの服装のしつけや指導については継続してしっかり丁寧に行っている。
また、いわゆるツーブロックといわれる髪型についても、どこまで刈り込みができるかなどの基準を生徒主体で決め、生徒会役員を中心とした生徒議会で話し合われた。その結果、2022年（令和4年）度途中に許可された。
かつての混迷期の反省として行われていたい不良めいた行動には格段厳しく対処する指導していたが、現在では生徒に寄り添った丁寧かつ粘り強い対応をするようになっている。
かつては、下校途中の服装は着崩されていることが多かったが、特に制服をブレザーに変更して以降、丁寧な生活指導と相まって着崩しが目立つことはなくなっている。

## 学校の特色

### 学校の特色
「内海」という名称だが、名鉄知多新線の内海駅と名鉄河和線の河和駅の2駅からほぼ等距離である。両駅から海っ子バスで10分程度。富貴駅以北から通う生徒の多くは、所要時間が短い・交通費が安いなどの理由で河和駅を利用する。
自転車通学者は一定数いるが、多くはない。学校側のデータによれば、一学年の定員が80人で三学年で240人程度いるが、そのうち純粋に自転車のみを使って登校している人数を自転車通学者とする。そうすると240人中18％の生徒が自転車のみを使って登校しているので、およそ43人となる。しかし、他の交通手段と共に自転車を利用する割合は、合わせて50％にもなるため、そうなるとおよそ120人が自転車を利用していることになる。
内海方面からの幹線道路は歩道が続く。しかし、河和方面にはそれが無く、夏季には雑草が生い茂り、必然的に白線の外側にはみ出すため、事故の危険性が高いが、実際の通学生徒はその幹線道路を避けて登下校している。
校門を出た敷地内にバスロータリーがある。保護者の車両は、原則校内進入禁止のため、ここで送り迎えをする。
敷地は76万m2と広大であり、敷地内に自然林や池を有する。この地区の他の高校にも見られるように、山を削った地形上にあるため、敷地内は段が複数ある。ただし、その敷地の広さのためか、コンクリートや石垣による土留めは、一部を除き無い。
広大な敷地ではあるが、学校用務員の熱心な業務や生徒の部活動やボランティア活動によって敷地内はきれいに保たれている。敷地内には芝生が生え、きれいに刈り込まれている。
下記「学年の特徴」にあるようにSHR（スモールホームルーム）を取り入れ、少人数クラス・少人数授業を行っている。このおかげで、クラスの生徒同士の中が親密となり、クラス単位の行事は盛り上がるようになっている。
UFFも参加し、学校全体として地域清掃活動を主に行う「地域とあゆむボランティア」と高齢者施設を訪問する「大地の丘ボランティア」をそれぞれ年間6回程度行い、地域貢献を継続している。このボランティアの参加登録生徒は毎年約100名となる。
南知多ライオンズクラブの支援で、短期海外派遣事業を実施している。
また毎年7月に、河和港と内海海岸（千鳥ヶ浜等）で清掃活動を行っている。
地元では「内高（うつこう）」や「内海」と略される。

### 学習や部活動の面での特色
朝のホームルームの前に「朝の学習（基礎数学）」と「朝の読書」を取り入れており、基礎学力の向上や落ち着いた授業開始に寄与している。
校庭が広く、互いにスペース的な干渉無く練習できる為、部活動が盛んである。
UFF（Utsumi Future Factory：うつみ つくろう みらい）というボランティア部が2022年（令和4年）に旧ボランティア同好会から改名され発足し、この部活動を中心にボランティア活動が充実している。
授業を受ける環境について、各ホームルームにエアコンが設置されているため、どの時期でも快適な環境で授業を受けることができる。また、「ほけんだより」の配布によって健康への呼びかけも積極的に行われている。
しかし、2021年（令和3年）から導入されたエアコンの学校と業者が契約したリース契約について不透明な部分があるとして学校幹部とPTA幹部側が住民団体との間で軋轢が生じていた。

## 学年の特徴
少人数クラス：SHR（スモールホームルーム）

### 第1学年（2クラス→4クラス展開）
1年時は選択科目ごとに音楽課程と美術課程別にクラスを分けられる。なお、1年時は1組40人をA組・B組に20人ずつ分けるが、必ずしもA=美術、B=音楽ではない。
クラスは1-1A、1-2Bのようになる。A・Bは完全に別のクラスだが、生徒番号のみ連番であり、例えば1-2Bクラスの出席番号1番は1221番となる。

### 第2学年（2クラス→4クラス展開）
2年時は1クラス原則20人で、1組が文理混合クラス、2組以降が文系クラスである。クラスは2-1、2-2のようになる。

### 第3学年（2クラス→3クラス展開）
3年時は2クラスを3クラス展開にして、3組が文理混合クラス、1組・2組が文系クラスである。クラスは3-1、3-2のようになる。

## 部活動

### 運動部
- 硬式野球部
- サッカー部
- 弓道部（休部）
- 剣道部
- テニス部
- バスケットボール部
- バドミントン部
- 卓球部
- 陸上部（休部）
- 柔道部 （休部）

### 文化部
- 音楽部
- 家庭科部
- 和太鼓部
- ボランティア（UFF）部

## アクセス
最寄り駅は、名鉄河和線の河和駅と名鉄知多新線の内海駅の二つである。それぞれ河和駅から、バス　　で約10分かかり、自転車で約15分かかり、内海駅からは、バスで約7分かかり、自転車で約12分かかる。